# Římskokatolická farnost Hrotovice
Římskokatolická farnost Hrotovice je územní společenství římských katolíků s farním kostelem svatého Vavřince v děkanství třebíčském.

## Historie farnosti
Kostel pochází ze třináctého století, první farář je zmiňován roku 1253. První tři století zde působili kněží křížovnického řádu. Od šestnáctého století byly Hrotovice připojeny ke krhovské farnosti. Tato situace trvala až do roku 1912, kdy vznikla samostatná farnost.

## Duchovní správci
Jména duchovních, kteří působili v Hrotovicích, jsou známa od konce 17. století. Prvním farářem znovu samostatné farnosti byl od roku 1913 až do své smrti v roce 1932 P. Tomáš Sec. Od 15. srpna 2012 byl farářem P. Leopold Nesveda. Toho od 1. srpna 2016 vystřídal jako farář R. D. Mgr. Ing. Jan Kovář.

## Bohoslužby
| Kostel       | Místo     | Bohoslužba                             | Bohoslužba      | Poznámka     |
| ------------ | --------- | -------------------------------------- | --------------- | ------------ |
| sv. Vavřince | Hrotovice | neděle středa pátek 1. sobota v měsíci | 9.30 17.30 7.30 | farní kostel |

## Aktivity ve farnosti
Dnem vzájemných modliteb farností za bohoslovce a bohoslovců za farnosti brněnské diecéze je 16. září. Adorační den připadá na 7. února. Výuka náboženství pro 3. až 5. třídu probíhá ve škole, pro starší žáky pak na faře, Každé úterý se konají Modlitby matek.
Ve farnosti se každoročně koná tříkrálová sbírka. V roce 2014 se při ní vybralo 28 814 korun. V roce 2016 činil výtěžek 29 472 korun. 